# 蒍子冯
蒍子馮（？—前548年），芈姓，蒍氏，名子馮，中国春秋时期楚国的令尹。孙叔敖的侄子或儿子。
前558年，楚康王任命公子午为令尹，公子罢戎为右尹，蒍子冯为大司马，公子橐师为右司马，公子成为左司马，屈到为莫敖，公子追舒为箴尹，屈蕩为连尹，养由基为宫厩尹。前555年，郑国子孔想除掉其他家族大夫。想通过楚国的兵马进行。楚国令尹子庚没答应，但是楚康王要求出兵。蒍子冯、公子格率锐师侵费滑、胥靡、献于、雍梁，右回梅山，侵郑东北，至于虫牢而反。前552年，公子午（子庚）去世，楚康王想以蒍子冯为令尹，蒍子冯装病推辞，以子南为令尹。前551年，楚康王杀令尹子南，任命蒍子冯为令尹，屈建为莫敖。前548年，蒍子馮去世，继任蒍子馮的令尹屈建率军灭掉倒向吴国的舒鸠国，他请楚康王赏赐蒍掩，来酬劳蒍子馮生前的功劳。